# Policía Civil Palestina

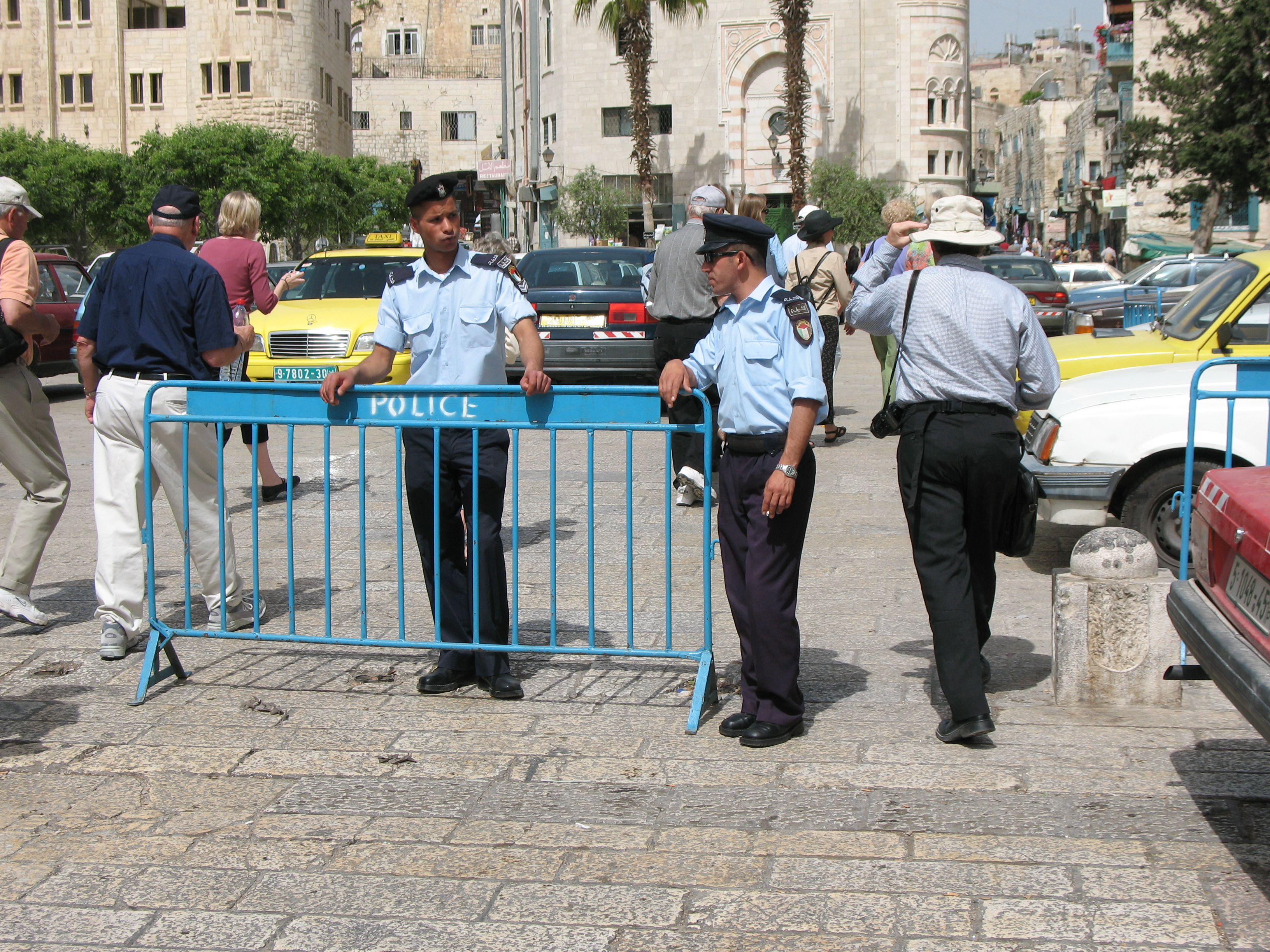
Dos policías palestinos.

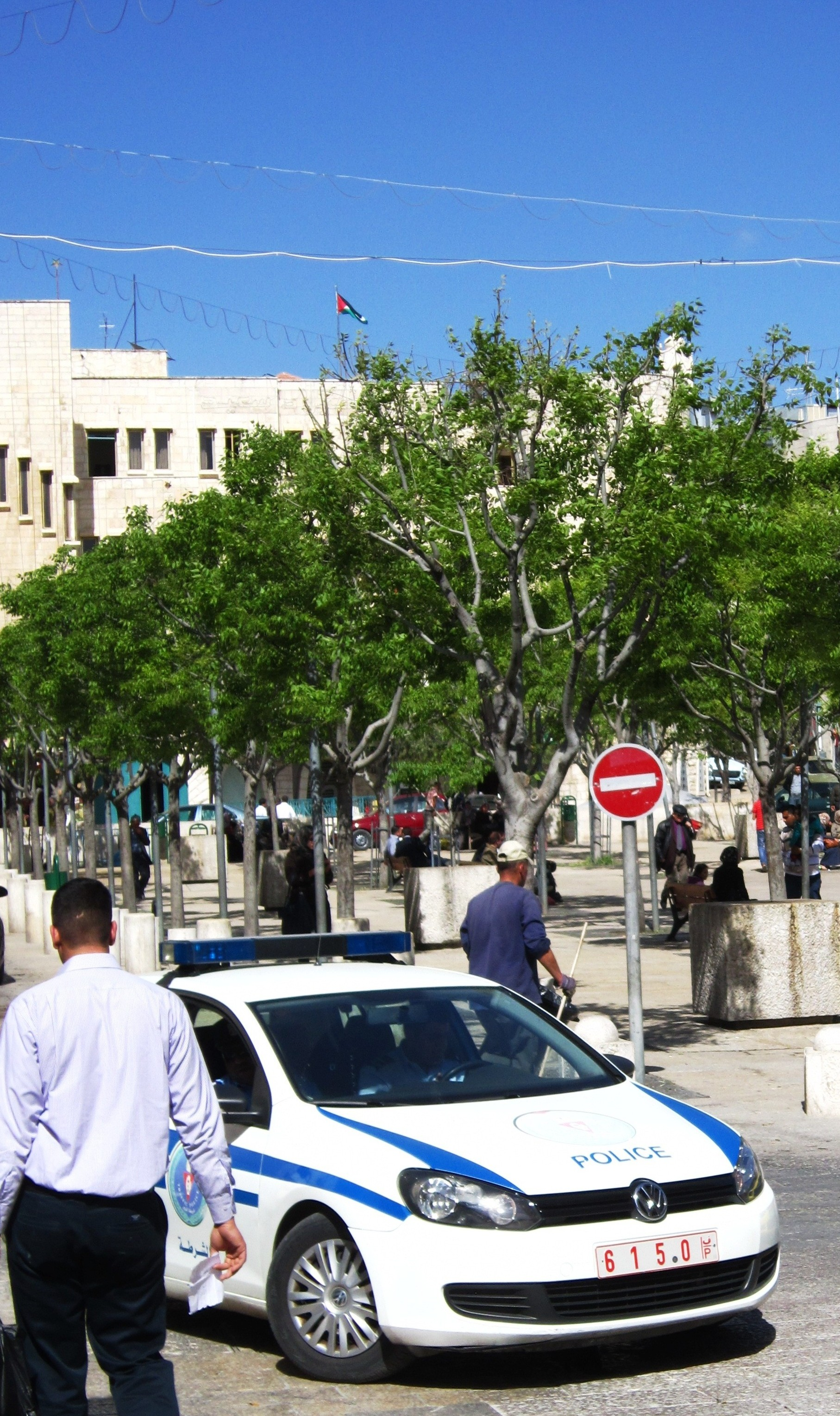
Vehículo de la policía palestina.

La Policía Civil Palestina (en árabe: الشرطة المدنية الفلسطينية ) fue creada bajo los Acuerdos de Oslo y la convención de El Cairo de 1994, este cuerpo de policía fue formado para asumir las tareas de aplicar la ley, mantener la seguridad y defender el orden en el Estado de Palestina.
La policía civil palestina, es una unidad de policía civil, que ha sido formada por un decreto presidencial, y está especialmente capacitada para mantener la seguridad, la aplicación de la ley y la implementación de órdenes, para mantener la seguridad, la propiedad, el honor, la libertad y la seguridad personal.
El director de la policía realiza todas sus actividades bajo el patrocinio del Ministerio del Interior de la Autoridad Nacional Palestina. La policía civil, representa una poderosa fuerza policial, que garantiza la seguridad y la protección de las personas, es una institución digna de confianza y un socio activo, en la construcción de un estado de derecho. Su misión es trabajar bajo el poder de la ley, para mantener la seguridad ciudadana y hacer más segura la sociedad palestina, con profesionalismo, excelencia y respetando plenamente los derechos humanos.
La policía trabaja de manera legal para mantener el imperio de la ley y es capaz de ofrecer muchos servicios policiales eficaces, para satisfacer las necesidades de la comunidad, de una manera eficiente y profesional. Además de su capacidad, para gestionar los recursos humanos y financieros de manera efectiva.
Los objetivos estratégicos de la policía, son construir y hacer avanzar las capacidades de la Autoridad Nacional Palestina, proporcionar seguridad y protección a las personas y al medio ambiente, combatir los delitos y mantener el estado de derecho.
La Policía Civil Palestina persiste y trabaja arduamente para lograr una sociedad segura y protegida a través de la prestación de servicios policiales. La policía palestina está comprometida con la ley y el orden, apoya el desarrollo y la cooperación internacional, y mantiene las libertades y los derechos del Pueblo palestino.
La Policía Civil Palestina colabora y coopera con el Cuerpo Nacional de Policía de España.

## Sistema de rangos

### Generales, jefes y oficiales
| Grado militar      | Rango OTAN |  |
| ------------------ | ---------- |  |
| General de brigada | OF-6       |  |
| Coronel            | OF-5       |  |
| Teniente coronel   | OF-4       |  |
| Comandante         | OF-3       |  |
| Capitán            | OF-2       |  |
| Teniente           | OF-1       |  |
| Alférez            | OF-1       |  |